# 奥珀茨豪森
奥珀茨豪森是德国莱茵兰-普法尔茨州的一个市镇。总面积1.52平方公里，总人口128人，其中男性68人，女性60人（2011年12月31日），人口密度84人/平方公里。